# Spritzenpumpe

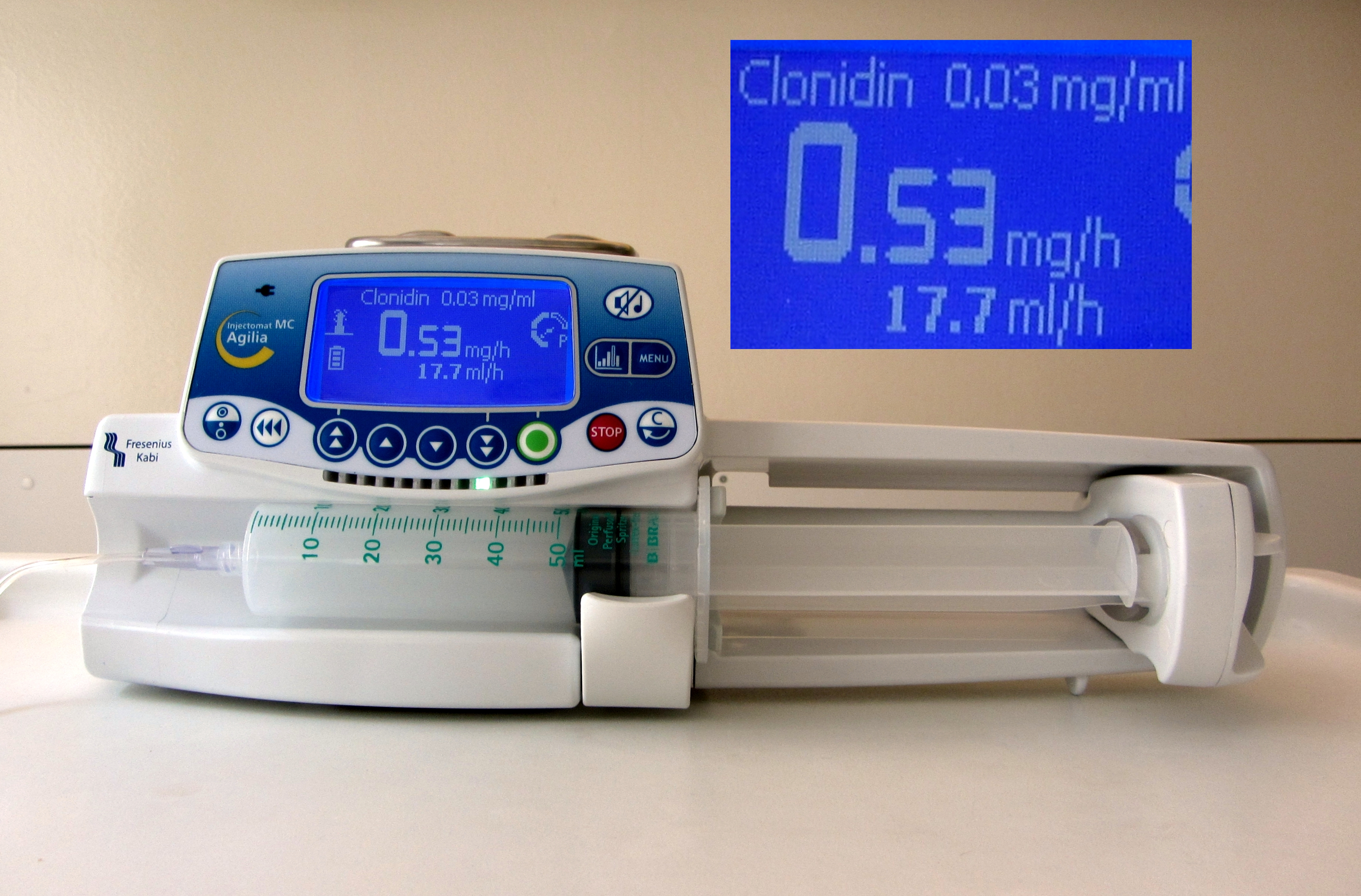
Spritzenpumpe mit Möglichkeit zur Programmierung von Medikamentendosierungen (2013)

Unter einer Spritzenpumpe versteht man eine Dosierpumpe zur kontinuierlichen parenteralen Verabreichung von Medikamenten. In der klinischen Praxis wird häufig die Bezeichnung Perfusor (Markenname der Firma B. Braun Melsungen) synonym verwendet. Die erste Spritzenpumpe wurde 1951 unter dem Namen Infusionsapparat nach Dr. Hess entwickelt. Sie verfügte nur über eine Laufgeschwindigkeit.

## Verwendungszweck
Mit einer Spritzenpumpe können Injektionen und Infusionen genau dosiert werden, was insbesondere bei Dauerbehandlungen von Bedeutung ist. Viele Medikamente müssen so verabreicht werden, dass die Wirkstoffkonzentration im Blut möglichst konstant bleibt (siehe auch Basalrate). Auch beim Einsatz von Spritzenpumpen kann es zu gewissen Schwankungen des Wirkstoffspiegels kommen, wenn im Infusionssystem, beispielsweise durch Höhenveränderungen gegenüber dem Patienten, kein konstanter Fluss gewährleistet ist oder wenn sich aus physiologischen Gründen die Pharmakokinetik über die Applikationsdauer ändert. Eine weitere Ursache für solche Schwankungen kann der sogenannte stick-slip-Effekt sein, bei dem sich durch Unterschiede in der Haft- und Gleitreibung zwischen Hohlraum und Kolben die Spritze 'stotternd' entleert.
Spritzenpumpen werden im Rettungsdienst und bevorzugt auf Intensivstationen eingesetzt. Sah man 1990 für einen herzchirurgischen Patienten noch vier oder mehr Geräte pro Patient als ausreichend an, waren es 2002 schon bis zu 15.
Speziell programmierte Spritzenpumpen werden auch zur patientengesteuerten Analgesie (PCA), für die subkutane kontinuierliche Insulininfusion (CSII) oder zur total intravenösen Anästhesie (TIVA) verwendet.

## Funktionsweise
Spritzenpumpen arbeiten mit elektrischem Strom, sind daher aktive Medizinprodukte, unterliegen der entsprechenden Gesetzgebung und müssen regelmäßig sicherheitstechnischen Kontrollen unterzogen werden. Außerdem ist eine Einweisung nötig, um das Gerät bedienen zu dürfen.
Spritzenpumpen haben meist einen Akkumulator für den Patiententransport oder die Situation eines Stromausfalls. Der Antrieb erfolgt über einen Schrittmotor und eine Schneckenstange. Daten zur Genauigkeit der Förderrate und zum Anlaufverhalten der Motoren werden vom Hersteller als sogenannte Anlauf- und Trompetenkurven gemessen und der Betriebsanleitung beigelegt. Die Prüfung des Förderverhaltens erfolgt nach Regeln der Norm EN 60601-2-24. In der Regel verfügen die Geräte über zwei Prozessoren, einen Hauptprozessor und einen zweiten Prozessor zur Überwachung des ersten, um die Fehleranfälligkeit drastisch zu reduzieren. Die Geräte unterziehen sich bereits beim Start einem Selbsttest. Werden hier Probleme festgestellt, wird eine Infusion bis zur Behebung des Problems verhindert.
Optische und akustische Alarme können je nach Gerät auf Fehlfunktionen wie Verstopfung (Druckanstieg) oder (drohende) Entleerung der Spritze oder des Akkus hinweisen, nicht jedoch auf die Injektion von Luft.
Die technische Dokumentation einer auch für mikrofluidische Anwendungen geeigneten Spritzenpumpe ist frei als Open-Source-Hardware verfügbar.

## Anwendung

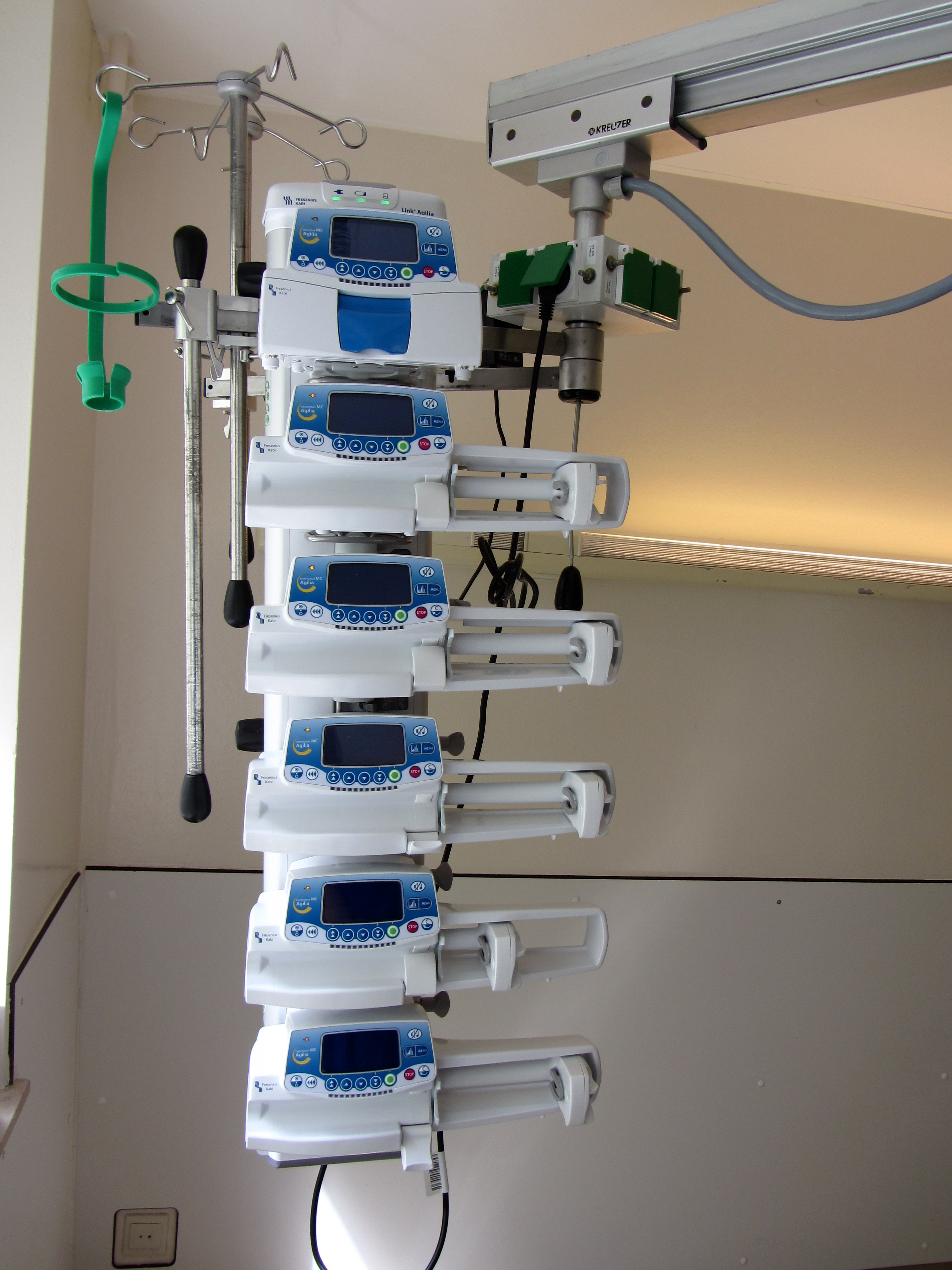
Gemeinsames Aggregat von Infusions- und Spritzenpumpen (2013)

Die gewünschte Arzneimittellösung wird in eine für das Gerät geeignete Spritze gefüllt, die nach Herstelleranweisung eingespannt wird. Die dazugehörige Infusionsleitung wird am entsprechenden Zugang (Portkatheter, subkutane Verweilkanüle, Zentraler Venenkatheter) des Patienten angeschlossen. Nachdem die Abgabeoptionen (z. B. ml/h) eingegeben wurden, kann die Spritzenpumpe gestartet werden. Das Gerät drückt nun den Spritzenkolben und damit die Arzneimittellösung innerhalb der eingegebenen (oder berechneten) Zeit in den Körper des Patienten.
Das am häufigsten verwendete Spritzenvolumen ist 50 ml. Bestimmte Modelle können auch Spritzenvolumina von 1 ml bis 60 ml verarbeiten. Die Dosierung kann an der Spritzenpumpe in der Regel von 0,1 ml/h bis 99,9 ml/h variiert werden, Sondermodelle können sogar hinunter bis 200 Pikoliter pro Stunde dosieren. Die Genauigkeit der Injektionsrate wird mit ± 2 % angegeben und ist von der Geometrie der verwendeten Spritze abhängig, weshalb die vom Gerätehersteller empfohlenen Spritzenmodelle eingesetzt werden sollten. Auch eine einmalige schnelle intravenöse Injektion eines Medikamentes (Bolusgabe) ist mit wählbarer Infusionsgeschwindigkeit (bis zu 1200 ml/h) bei den meisten Spritzenpumpenmodellen möglich. Neben den üblichen Einkanal- gibt es auch doppelläufige Zweikanal-Spritzenpumpen, welche zwei separat voneinander zu steuernde Kanäle in einem Gehäuse vereinen. Mikroprozessorgesteuerte Geräte können eine Schnittstelle zu einem Patientendatenmanagementsystem, z. B. zum Intensiv-Informations-Management-System, aufweisen. Die Fixierung einer Spritzenpumpe kann an einer senkrechten Stange beispielsweise eines Infusionsständers, einer Deckenversorgungseinheit oder einer genormten Versorgungsschiene nach DIN EN 19054 erfolgen.
Moderne Spritzenpumpen gleicher Bauart können mit Infusionspumpen zu Einheiten zusammengefügt und logisch vernetzt werden, die bei geringerem Platzbedarf nur noch eine gemeinsame Netzstrom- und Datenleitung aufweisen (automatisiertes Infusionssystem).
Des Weiteren ist es möglich, Medikamentendatenbanken mit substanzspezifischen Bereichen für die Förderrate einzuprogrammieren und mit der Eingabe patientenbezogener Daten wie dem Körpergewicht eine Dosiskalkulation durchführen zu lassen. Damit werden körpergewichtsabhängige Dosierungen, z. B. in (µg/kg KG)/min, realisierbar.

## Medikamente
Spritzenpumpen werden für Medikamente mit kurzer Wirkdauer verwendet, um eine konstante Wirkung zu erreichen. Dies betrifft v. a. Hypnotika und Sedativa (Propofol, Midazolam, Dexmedetomidin), stark wirksame Schmerzmittel (Fentanyl, Morphin, Remifentanil, Sufentanil, Ketamin), Katecholamine (Adrenalin, Dobutamin, Dopamin, Noradrenalin), Blutdrucksenker (Nitroglyzerin, Clonidin, Urapidil, Nitroprussid), Heparin, Insulin und Furosemid. Sie werden auch für Medikamente eingesetzt, die bei zu schneller Verabreichung schädlich wären, wie z. B. Elektrolyte (Kalium, Calcium etc.). Katecholamine werden wegen ihrer kurzen Wirkdauer und lebenswichtigen Funktion meist in zwei Spritzenpumpen parallel angewandt, um Instabilitäten beim Spritzenwechsel durch Umschalten auf die zweite Spritzenpumpe zu vermeiden.
Bei anderen Medikamenten verwendet man Spritzenpumpen, weil die langsame Verabreichung über mehrere Stunden eine bessere Wirkung verspricht. Dies betrifft v. a. Antibiotika (v. a. bestimmte Penicilline, Cephalosporine und Carbapeneme) oder Zytostatika (z. B. Methotrexat). Auf diese Art dürfen aber nur Medikamente angewandt werden, die über den Anwendungszeitraum in der Lösung pharmakologisch stabil sind.